# Viktor Kortschnoi
Viktor Kortschnoi (im Deutschen von Kortschnoi verwendete Namensform, bzw. Wiktor Lwowitsch Kortschnoi, russisch Виктор Львович Корчной, wiss. Transliteration Viktor L'vovič Korčnoj, englische und FIDE-Schreibweise Viktor Korchnoi; * 23. März 1931 in Leningrad; † 6. Juni 2016 in Wohlen) war ein schweizerischer Schachgroßmeister russischer Herkunft. Nach seiner Emigration aus der Sowjetunion (1976) unterlag er 1978 und 1981 Anatoli Karpow in zwei Wettkämpfen um die Weltmeisterschaft.
Kortschnoi wurde 2006 Seniorenweltmeister und belegte noch im Januar 2007 Rang 85 der Weltrangliste. Mit 75 Jahren war er damit seit deren Einführung der älteste Spieler in den Top 100.

## Leben

### Der Weg zum Großmeister
Viktor Kortschnoi erlernte das Schachspiel mit sieben Jahren von seinem Vater. Die Leningrader Blockade überlebte er nur knapp, er verlor seinen Vater und fast seine ganze Familie. 1943 wurde er Mitglied im Schachklub des Leningrader Pionierpalastes. Hier wurde er trainiert von Abram Model, Andrei Batujew und Wladimir Sak. In den Jahren 1947 und 1948 wurde er Jugendmeister der Sowjetunion. 1951 erhielt er den Titel „Meister des Sports“, ein Jahr später qualifizierte er sich erstmals für die sowjetische Meisterschaft. Er studierte sechs Jahre lang Geschichte und schloss 1954 mit dem Diplom an der Leningrader Schdanow-Universität ab. Im gleichen Jahr bekam er vom Weltschachbund FIDE den Titel des Internationalen Meisters verliehen, zwei Jahre später folgte der Titel des Internationalen Großmeisters.

### Nationale und Internationale Erfolge
Seinen ersten größeren Erfolg erreichte Kortschnoi 1962 beim Zonenturnier in Moskau, wo er sich für das Interzonenturnier Stockholm qualifizierte, nachdem er beim ersten Anlauf vier Jahre zuvor noch gescheitert war. In der schwedischen Landeshauptstadt belegte er schließlich den vierten Rang, was ihm einen Startplatz beim Kandidatenturnier Curaçao – dem Ausscheidungswettkampf für die Weltmeisterschaft – bescherte. Dort erreichte Kortschnoi beim Sieg des späteren Weltmeisters und Landsmannes Tigran Petrosjan den fünften Platz.
Nachdem er die Teilnahme am nächsten Interzonenturnier 1964 in Amsterdam und damit vorzeitig die mögliche WM-Ausscheidung für 1966 verpasst hatte, qualifizierte sich Kortschnoi 1967 in Tiflis für das Interzonenturnier in Sousse. In der tunesischen Hafenstadt machte er mit Rang zwei seine Teilnahme am Kandidatenturnier 1968 perfekt, bei dem er bis in das Finale vordrang. Dort scheiterte er an seinem Landsmann und unterlegenen WM-Herausforderer von 1966, Boris Spasski, der sich anschließend gegen den Weltmeister Petrosjan erfolgreich revanchieren sollte.
Durch seinen Finaleinzug drei Jahre zuvor war Kortschnoi für das anschließende Kandidatenturnier 1971 gesetzt, musste aber diesmal bereits im Halbfinale gegen den entthronten Weltmeister Petrosjan die Segel streichen. Im Jahre 1973 gewann Kortschnoi das Interzonenturnier in Leningrad zusammen mit seinem Landsmann Anatoli Karpow. Beim Kandidatenturnier im Jahr darauf standen sich beide Spieler im Finale erneut gegenüber. Diesmal musste sich Kortschnoi seinem 20 Jahre jüngeren Kontrahenten geschlagen geben, der 1975 kampflos zum Weltmeister erklärt wurde. Kortschnoi verpasste somit zum wiederholten Mal die WM-Teilnahme gegen den späteren Titelträger.
Kortschnoi gewann viermal den Titel des UdSSR-Meisters (1960, 1962, 1964, 1970). Insgesamt sechsmal war er mit der Mannschaft der UdSSR bei Schacholympiaden (1960, 1966, 1968, 1970, 1972 und 1974) siegreich.

### Flucht ins kapitalistische Ausland
Anlässlich eines internationalen Turniers in Amsterdam floh Viktor Kortschnoi im Jahr 1976 in den Westen. Er ließ in der Sowjetunion seine Ehefrau Bella und seinen Sohn Igor zurück. Mit Hilfe der FIDE versuchte er danach, für seine Familie eine Ausreisegenehmigung zu erhalten. Zunächst hielt er sich in den Niederlanden, dann – ab 1978 – in der Schweiz auf, für die er seitdem bei Turnieren antrat. Direkt vor Kortschnois WM-Kampf 1978 sollte sein Sohn zum Militärdienst eingezogen werden. Als der sich weigerte und zu fliehen versuchte, wurde er 1979 zu zweieinhalb Jahren Gefängnis verurteilt. 1981 bildete sich in Island ein Komitee zur Unterstützung der Familie Kortschnojs, das sich für eine Freilassung der Familie einsetzte. Dem Komitee gehörten 100 Prominente aus Politik und Kultur an, auch der Nobelpreisträger Halldór Laxness. Der Sohn wurde 1982 aus der Haft entlassen und bekam sofort einen erneuten Einberufungsbescheid. Im selben Jahr wurde Kortschois Frau, Sohn und Stiefmutter jedoch gestattet, die Sowjetunion gen Westen zu verlassen.

### Weltmeisterschaftsteilnahmen 1978 und 1981
Als gesetzter Teilnehmer bei der WM-Ausscheidung 1977 bekam Kortschnoi nach Siegen über Petrosjan, Lew Polugajewski und Spasski (alle UdSSR) erstmals die Gelegenheit geboten, um die Weltmeisterschaft zu spielen. Dieser Wettkampf, der 1978 in Baguio (Philippinen) ausgetragen wurde, fand in einem politisch aufgeheizten Klima statt: Kortschnoi machte Titelverteidiger Karpow, der als „linientreu“ galt, für die politischen Verhältnisse in der UdSSR mitverantwortlich. Das WM-Duell – Sieger sollte der Spieler werden, der als erstes sechs Siege errang – verlor Kortschnoi knapp mit fünf zu sechs Siegen bei 21 Unentschieden, nachdem er zuvor einen Drei-Punkte-Rückstand innerhalb von vier Partien aufgeholt hatte.

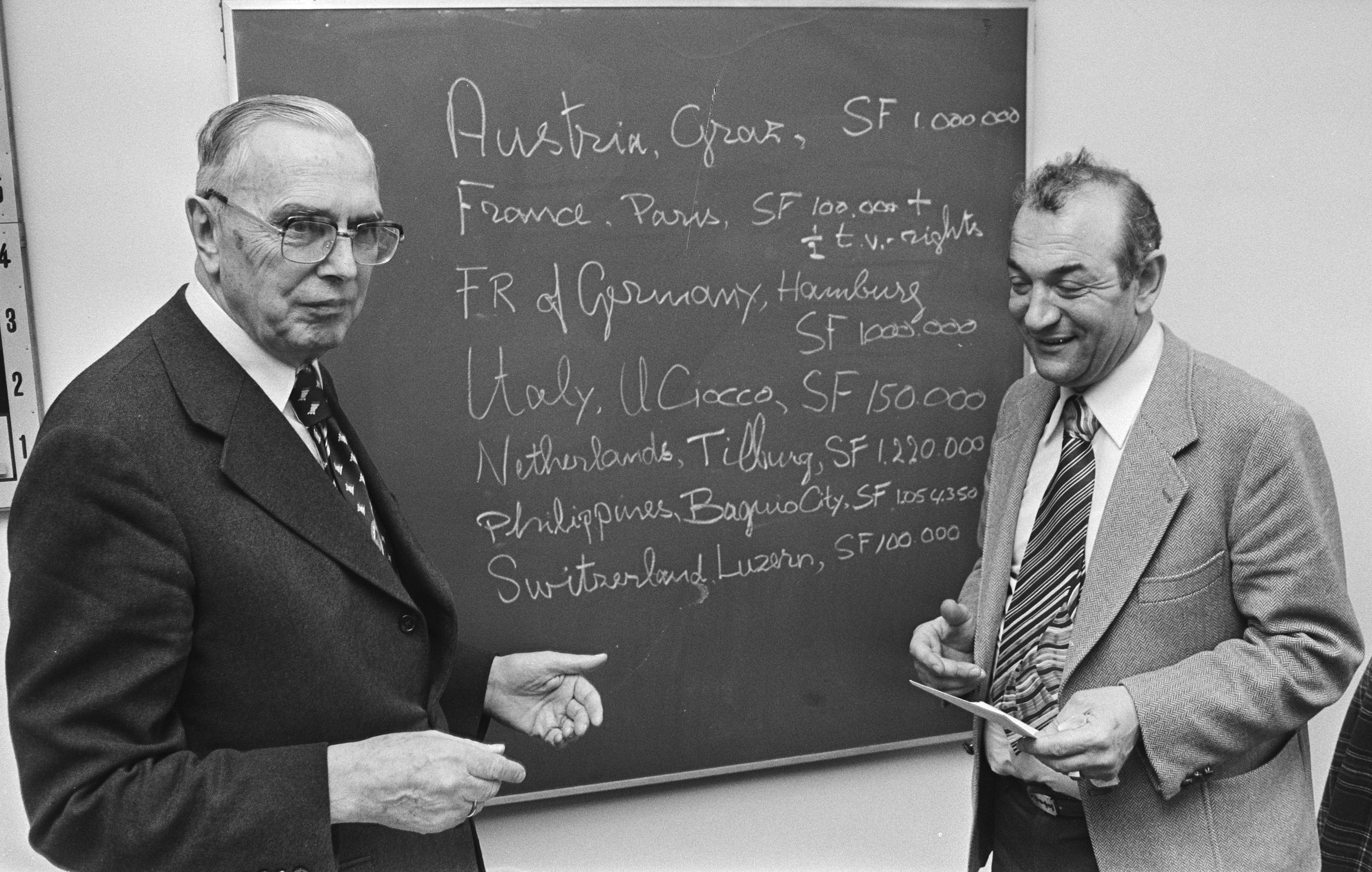
Viktor Kortschnoi (rechts) mit Max Euwe (1978)

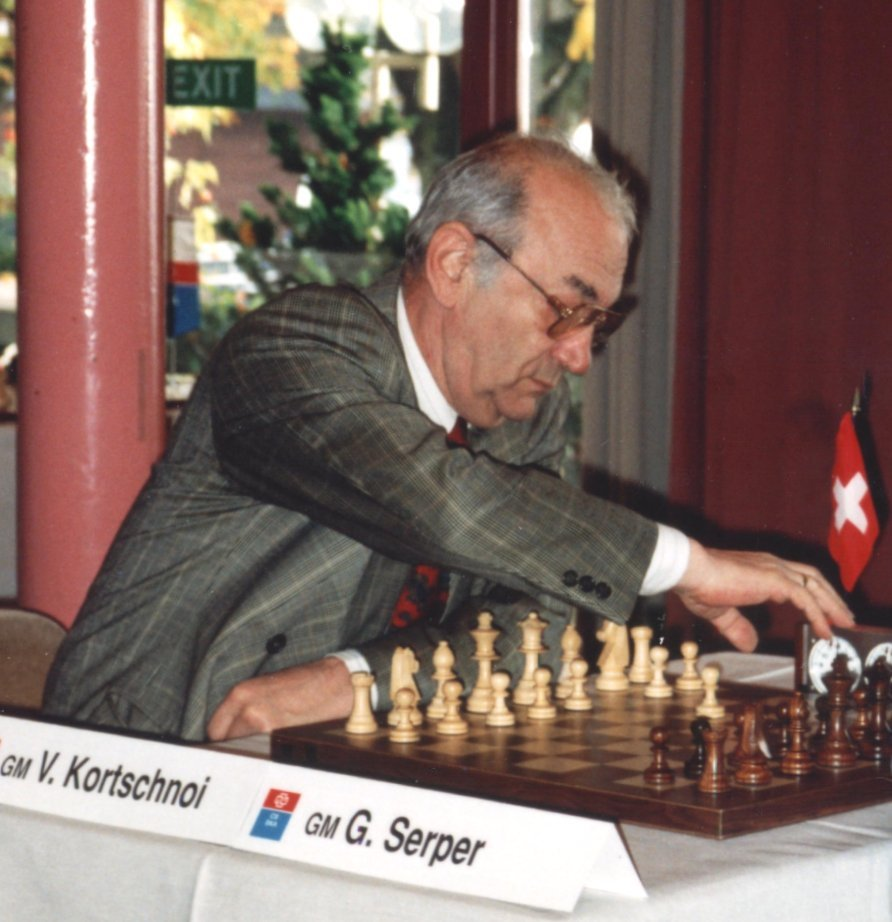
Viktor Kortschnoi (1993)

Als letzter WM-Teilnehmer für das Kandidatenturnier 1980 automatisch qualifiziert, bezwang Kortschnoi wie bereits drei Jahre zuvor Petrosjan und Polugajewski sowie im Finale den Westdeutschen Robert Hübner und erkämpfte sich so erneut das Herausforderungsrecht gegen Weltmeister Karpow. Auch die WM-Neuauflage – im Herbst 1981 in Meran ausgetragen – verlor Kortschnoi, als er sich diesmal nach 18 Partien sechsmal geschlagen geben musste (bei zwei Siegen).

### Weitere Kandidatenturniere
Auch für das nächste Kandidatenturnier 1983 war Kortschnoi gesetzt. Als er im August 1983 im Halbfinale gegen Garri Kasparow (UdSSR) antreten sollte, kam es zum Streit zwischen dem Weltschachbund FIDE und der sowjetischen Schachföderation über den geplanten Austragungsort Pasadena in den USA. Die FIDE sprach Kortschnoi einen kampflosen Sieg zu, den er nicht annehmen wollte. Schließlich kam der Wettkampf nach dreimonatiger Verzögerung in London zustande, Kortschnoi unterlag Kasparow mit eins zu vier Siegen (4:7).
Im Zuge der Qualifikation für die Weltmeisterschaft 1990 – Titelträger war mittlerweile Kasparow – gewann Kortschnoi 1987 in Zagreb eines der drei angesetzten Interzonenturniere. Beim anschließenden Kandidatenturnier verlor er zu Beginn des Jahres 1988 im Achtelfinale gegen den Isländer Jóhann Hjartarson. Bei der Qualifikation für die Weltmeisterschaft 1993 erreichte Kortschnoi im Sommer 1990 mit Rang sechs beim Interzonenturnier in Manila erneut einen Startplatz für das Kandidatenturnier. Dort verlor er schließlich im August 1991 im Viertelfinale gegen den Niederländer Jan Timman mit 2,5:4,5.

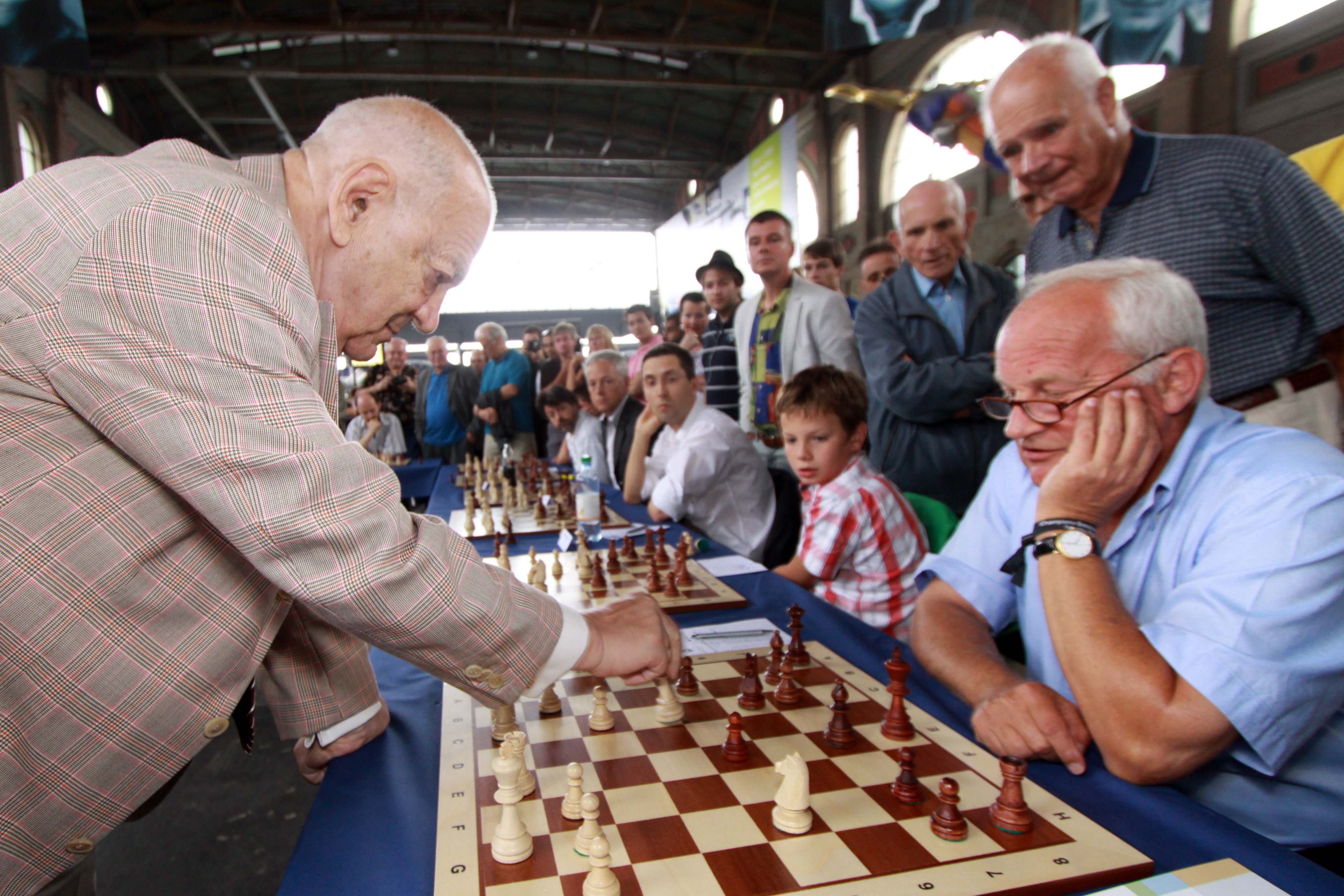
Viktor Kortschnoi in Zürich, August 2009

### WM-Vorausscheidungen, Schweizer Meister, Seniorenweltmeister, Rekorde
Bei seinen weiteren Teilnahmen an diversen WM-Vorausscheidungen kam Kortschnoi nicht mehr über die ersten Qualifikationsrunden hinaus. Jedoch nahm Kortschnoi trotz seines fortgeschrittenen Alters weiterhin erfolgreich an hochklassigen Schachturnieren teil. Nachdem er sich lange geweigert hatte, in speziellen Seniorenwettbewerben anzutreten, wurde er bei seiner ersten Teilnahme im Jahr 2006 auf Anhieb Seniorenweltmeister. Im italienischen Arvier gewann er mit neun Punkten aus 11 Partien vor dem tschechischen Großmeister Vlastimil Jansa (8,5/11). Die Schweizer Landesmeisterschaft gewann er fünf Mal: 1982, 1984, 1985, 2009 und 2011.
Sein kompromissloser Stil brachte Kortschnoi den Spitznamen Viktor der Schreckliche ein. Laut dem US-amerikanischen Mathematiker Jeff Sonas besaß er zwischen September und Dezember 1965 die höchste historische Elo-Zahl aller in jenem Zeitraum aktiven Schachspieler. Kortschnois beste FIDE-Elo-Zahl betrug 2695 (zwischen 1979 und 1981).
Aufgrund seiner ungewöhnlich langen aktiven Karriere hält Kortschnoi mit fast 5000 dokumentierten Partien den Rekord für die meisten gespielten Schachpartien. Darüber hinaus nahm er ab 1960 an 17 Schacholympiaden teil, sechsmal für die UdSSR und elfmal für die Schweiz. Neben den sechs Goldmedaillen für die UdSSR erhielt er viermal Gold für sein bestes Brettergebnis, zuletzt 1978 am ersten Brett der Schweizer Mannschaft. Fast 50 Jahre lang kämpfte er auf Schacholympiaden, wohl ein weiterer weltweiter Rekord.
Ende Dezember 2012 wurde bekannt, dass Kortschnoi zuvor einen Schlaganfall erlitten hatte und daher wahrscheinlich seine lange Karriere beenden musste. Ende März 2014 spielte der im Rollstuhl sitzende Kortschnoi in Leipzig zwei Schaupartien gegen Wolfgang Uhlmann, die er beide gewann. Im November 2014 wurde Kortschnoi zum FIDE-Ehrenmitglied ernannt.
| Die zur Anzeige dieser Grafik verwendete Erweiterung wurde dauerhaft deaktiviert. Wir arbeiten aktuell daran, diese und weitere betroffene Grafiken auf ein neues Format umzustellen. (Mehr dazu) |

### Privates
Ab dem 21. Mai 1992 war Viktor Kortschnoi mit Petra Leeuwerik (1928–2021) verheiratet, die ihn bereits bei seinem WM-Kampf 1978 als Delegationsleiterin unterstützt hatte. Ebenfalls 1992 bekam Kortschnoi von seinem Wohnort Wohlen im Kanton Aargau das Schweizer Bürgerrecht. Dort starb er im Juni 2016 im Alter von 85 Jahren.

## Nationalmannschaft
Kortschnoi war über einen Zeitraum von 56 Jahren Nationalspieler. In der sowjetischen Nationalmannschaft gab er sein Debüt bei den im Juli 1955 ausgetragenen Qualifikationswettkämpfen zur Mannschaftseuropameisterschaft 1957, später nahm er mit der Mannschaft der UdSSR an den Schacholympiaden 1960, 1966, 1968, 1970, 1972 und 1974 (die er alle gewann und außerdem 1966 am ersten Reservebrett, 1968 am dritten Brett und 1972 am zweiten Brett jeweils das beste Einzelergebnis erreichte) sowie den Mannschaftseuropameisterschaften 1957, 1961, 1965, 1970 und 1973 teil (die er alle gewann und außerdem 1957 am achten Brett, 1961 am sechsten Brett und 1965 am dritten Brett jeweils das beste Einzelergebnis erreichte). Mit der Schweiz nahm er an den Schacholympiaden 1978, 1982, 1988, 1990, 1992, 1994, 2000, 2002, 2004, 2006 und 2008 jeweils am Spitzenbrett teil (wobei er 1978 das beste Einzelergebnis am ersten Brett erreichte), außerdem an den Mannschaftsweltmeisterschaften 1985, 1989, 1993 und 1997 (1985 und 1989 erreichte er das beste Einzelergebnis am Spitzenbrett) sowie an den Mannschaftseuropameisterschaften 1989, 1992, 1997, 1999, 2003, 2005, 2009 und 2011. Kortschnoi wurde für beide Wettkämpfe UdSSR gegen den Rest der Welt nominiert. 1970 spielte er für die Mannschaft der UdSSR am dritten Brett und unterlag Lajos Portisch mit 1,5:2,5. 1984 erreichte er am dritten Brett der Weltauswahl 2,5 Punkte aus vier Partien, nämlich einen Sieg und zwei Remisen gegen Lew Polugajewski und ein Remis gegen Wolodymyr Tukmakow.

## Vereine
In der Schweizer Nationalliga A spielte Kortschnoi bis 2012 für die Schachgesellschaft Zürich, mit der er 1999, 2002, 2003, 2005, 2008, 2009 und 2010 Schweizer Mannschaftsmeister wurde. In der niederländischen Meesterklasse (früher Hoofdklasse) spielte er bis zur Saison 2000/01 für Rotterdam, mit denen er auch fünfmal am European Club Cup teilnahm und 1979 das Finale erreichte. Die russische Mannschaftsmeisterschaft gewann er 2000 und 2001 mit Lentransgas Sankt Petersburg, die britische Four Nations Chess League in der Saison 2001/02 mit Beeson Gregory. In der österreichischen Staatsliga spielte er in der Saison 1995/96 für den SC Margareten, bei dem er auch in den beiden folgenden Spielzeiten gemeldet war, aber nicht eingesetzt wurde. In der deutschen Schachbundesliga hatte er in der Saison 1977/78 zwei Einsätze bei der SG Porz, später war er in Deutschland beim SV Glückauf Rüdersdorf in der 2. Bundesliga und beim SV Lingen gemeldet.

## Partiebeispiel
|   | a | b | c | d | e | f | g | h |   |
| 8 |   |   |   |   |   |   |   |   | 8 |
| 7 |   |   |   |   |   |   |   |   | 7 |
| 6 |   |   |   |   |   |   |   |   | 6 |
| 5 |   |   |   |   |   |   |   |   | 5 |
| 4 |   |   |   |   |   |   |   |   | 4 |
| 3 |   |   |   |   |   |   |   |   | 3 |
| 2 |   |   |   |   |   |   |   |   | 2 |
| 1 |   |   |   |   |   |   |   |   | 1 |
|   | a | b | c | d | e | f | g | h |   |

In der folgenden Partie besiegte Kortschnoi mit den schwarzen Steinen im Kandidatenturnier Curaçao 1962 den späteren Weltmeister Bobby Fischer.
Fischer–Kortschnoi 0:1
Curaçao, 9. Mai 1962
Pirc-Ufimzew-Verteidigung, B09
1. e4 d6 2. d4 Sf6 3. Sc3 g6 4. f4 Lg7 5. Sf3 0–0 6. Le2 c5 7. dxc5 Da5 8. 0–0 Dxc5+ 9. Kh1 Sc6 10. Sd2 a5 11. Sb3 Db6 12. a4 Sb4 13. g4 Lxg4 14. Lxg4 Sxg4 15. Dxg4 Sxc2 16. Sb5 Sxa1 17. Sxa1 Dc6 18. f5 Dc4 19. Df3 Dxa4 20. Sc7 Dxa1 21. Sd5 Tae8 22. Lg5 Dxb2 23. Lxe7 Le5 24. Tf2 Dc1+ 25. Tf1 Dh6 26. h3 gxf5 27. Lxf8 Txf8 28. Se7+ Kh8 29. Sxf5 De6 30. Tg1 a4 31. Tg4 Db3 32. Df1 a3 33. Tg3 Dxg3 0:1

## Publikationen
- Viktor Kortschnoi: Ein Leben für das Schach. Rau-Verlag, Düsseldorf 1978, ISBN 3-7919-0170-2.
- Viktor Kortschnoi: Meine besten Kämpfe. 1952 bis 1978. Rau-Verlag, Düsseldorf 1979, ISBN 3-7919-0177-X.
- Viktor Kortschnoi: ANTISCHACH. Mein Wettkampf um die Weltmeisterschaft gegen KARPOW in Baguio City 1978. Eigenverlag, Wohlen 1980.
- Viktor Kortschnoi: Praxis des Turmendspiels. Olms-Verlag, Zürich 1999, ISBN 978-3-283-00287-9.
- Viktor Kortschnoi: Meine besten Kämpfe, Band 1, Partien mit Weiss. Olms-Verlag, Zürich 2001, ISBN 978-3-283-00407-1.
- Viktor Kortschnoi: Meine besten Kämpfe, Band 2, Partien mit Schwarz. Olms-Verlag, Zürich 2001, ISBN 978-3-283-00408-8.
- Viktor Kortschnoi: Mein Leben für das Schach. Olms-Verlag, Zürich 2004, ISBN 978-3-283-00409-5.